# Cryptophagus dorsaliformis
Cryptophagus dorsaliformis is een keversoort uit de familie harige schimmelkevers (Cryptophagidae). De wetenschappelijke naam van de soort werd in 1897 gepubliceerd door Edmund Reitter.